# Martin Peder Vangli
Martin Peder Vangli, né le 1er février 1903 à Osen, ville d'Åmot et mort le 5 juin 1976, est un fondeur norvégien. Il a obtenu la médaille Holmenkollen en 1937.

## Biographie
Né à Osen, il représente le club local dans les compétitions.
Aux 1931, il obtient son meilleur résultat individuel au niveau international en remportant la médaille d'argent au cinquante kilomètres, derrière son compatriote Ole Stenen.
Il est enterré à côté de l'Église de Nordre Osen (no).

## Résultats

### Championnats du monde
- Championnats du monde 1930 à Oslo :
  - 5e du 50 km
- Championnats du monde 1931 à Oberhof :
  -  Médaille d'argent sur le 50 km
  - 6e du 18 km
  - 6e du combiné nordique

### Festival de ski d'Holmenkollen
- Il a terminé troisième dans cette compétition en combiné nordique (no) en 1933. Il a également terminé 6e en 1929 et 5e en 1936[2].
- Il a terminé 5e dans le 50km (no) en 1930 et 1932. Il a terminé 6e en 1931[2].